# Luc-Olivier Merson

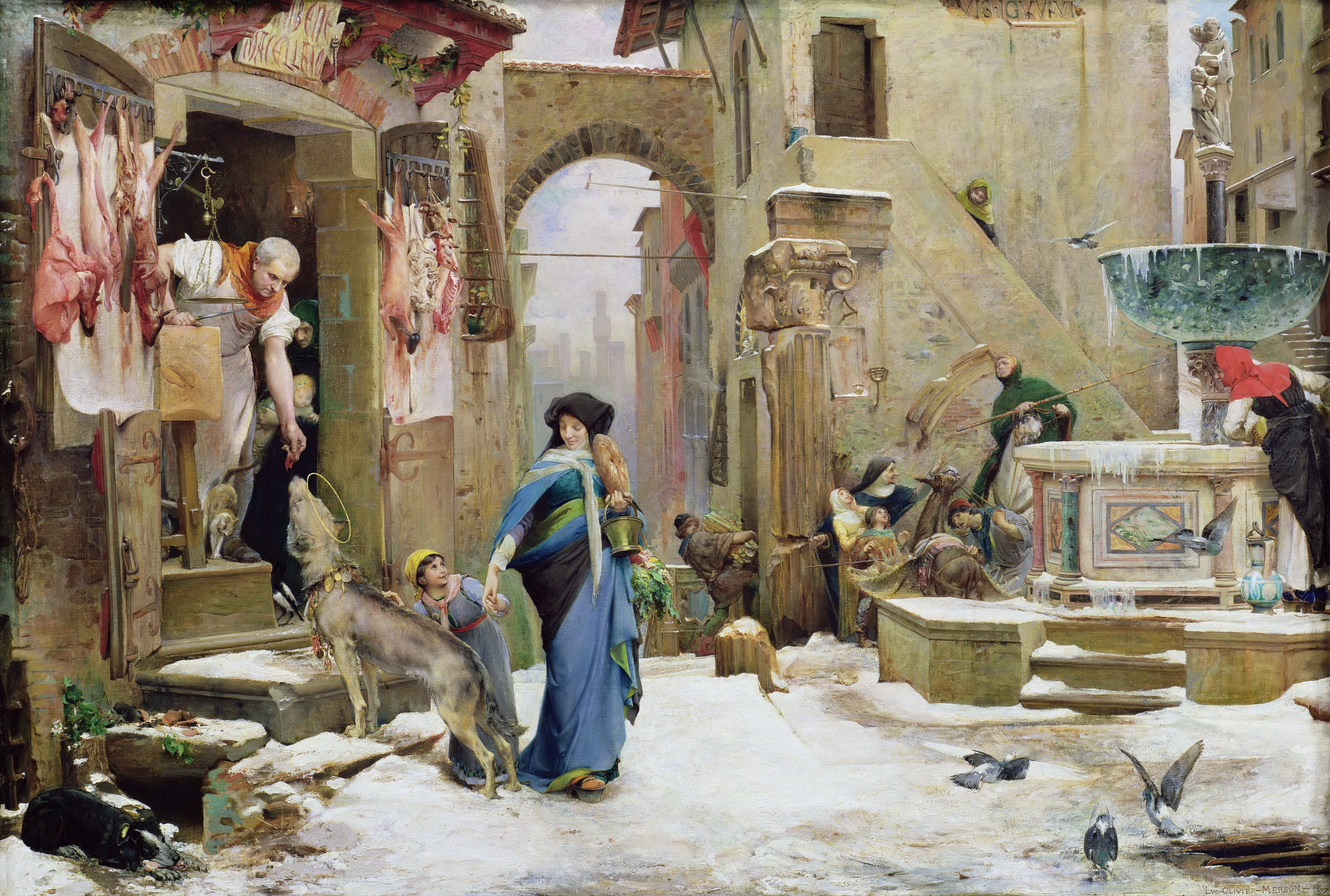
Der Wolf von Gubbio, 1877

Nicolas Luc-Olivier Merson (* 21. Mai 1846 in Paris; † 13. November 1920 ebenda) war ein französischer Maler und Illustrator.
Geboren als Sohn des Malers und Kunstkritikers Charles-Olivier Merson, studierte er bei Gustave Chassevent an der Pariser École de Dessin und dann bei Isidore Pils an der École des Beaux-Arts. 
Merson stellte seine Werke seit 1866 auf dem Pariser Salon aus. 1869 erhielt er den Prix de Rome und verbrachte fünf Jahre in Italien, wo er sich mit der historischen und religiösen Malerei beschäftigte.
Zurück in Frankreich, gewann er im Jahr 1875 den ersten Preis bei der Ausstellung der Société des Artistes Français.
Merson schuf Wandmalereien, Glasmalereien und Mosaiken für monumentale Gebäude, wie Palais de Justice und Basilika Sacré-Cœur de Montmartre sowie die Kirche der Heiligen Dreifaltigkeit in Philadelphia.
Merson entwarf 1900 eine nach ihm benannte Schriftart. Er schuf auch französische und monegassische Briefmarken. 1908 schuf er auch Banknoten für die Banque de France. 
Zwischen 1906 und 1911 unterrichtete Luc-Olivier Merson an der École des Beaux-Arts. Zu seinen Schülern gehörte u. a. Henri Alphonse Barnoin. Zudem unterrichtete er in der Académie Vitti.
Luc-Olivier Merson wurde mit dem Ritterkreuz der Ehrenlegion und postum mit dem Kommandeurkreuz des Ordens ausgezeichnet.